# 拟硬刺高原鳅
拟硬刺高原鳅（学名：Triplophysa pseudoscleroptera）为輻鰭魚綱鯉形目條鳅科高原鳅属的鱼类，俗名拟硬刺条鳅。在中国，分布于青海、云南、四川西部和甘肃境内的长江、黄河干流及其附属水体、柴达木盆地的柴达木河和格尔木河、若尔盖地区的白河和黑河等支流及该地区的湖泊和沼泽中、金沙江水系亦有分布等，體長可達13.9公分。该物种的模式产地在柴达木盆地的格尔木河和柴达木河、黄河上游。

## 扩展阅读
維基物種上的相關：拟硬刺高原鳅
- 黄河土著鱼类列表